# La Mesa Boulevard (Tranvía de San Diego)
La estación La Mesa Blvd es una estación de la línea Naranja del Tranvía de San Diego. La estación cuenta con dos vías y dos plataformas laterales.
El centro de La Mesa tiene muchas facilidades de acceso al tránsito público, como la estación de la calle que la convierte en un punto de transferencia natural, ya que se encuentra muy cerca de la estación La Mesa Blvd, y muchas personas deciden caminar. La estación se encuentra exactamente en el propio centro de la ciudad. Las vías del tren corren paralelamente hacia la Calle spring, debido a eso, la estación del trolley durante las horas pico, las calles se congestionan.

## Conexiones
- Con las líneas del Sistema de Tránsito Metropolitano MTS 1, 7 y la ruta 855.